# برانکو برنوویچ
برانکو برنوویچ (انگلیسی: Branko Brnović؛ زادهٔ ۸ اوت ۱۹۶۷) بازیکن سابق یوگسلاو و مربی فوتبال اهل مونته‌نگرو است.
از باشگاه‌هایی که در آن بازی کرده‌است می‌توان به باشگاه فوتبال اسپانیول و باشگاه فوتبال پارتیزان اشاره کرد.
وی همچنین در تیم ملی فوتبال صربستان و مونته‌نگرو بازی کرده‌است.
وی در مسابقات کشوری و بین‌المللی در مجموع برندهٔ ۱ مدال طلا، ۱ مدال نقره شده‌است.